# Alexis Norambuena
Alexis Patricio Norambuena Ruz (arabul: ألكسيس نورامبوينا; Santiago de Chile, 1984. március 31. –) chilei születésű palesztin labdarúgó, a lengyel GKS Bełchatów hátvédje. Szülőhazájában az Unión Española és a Ñublense csapataiban játszott.